# Oppidum

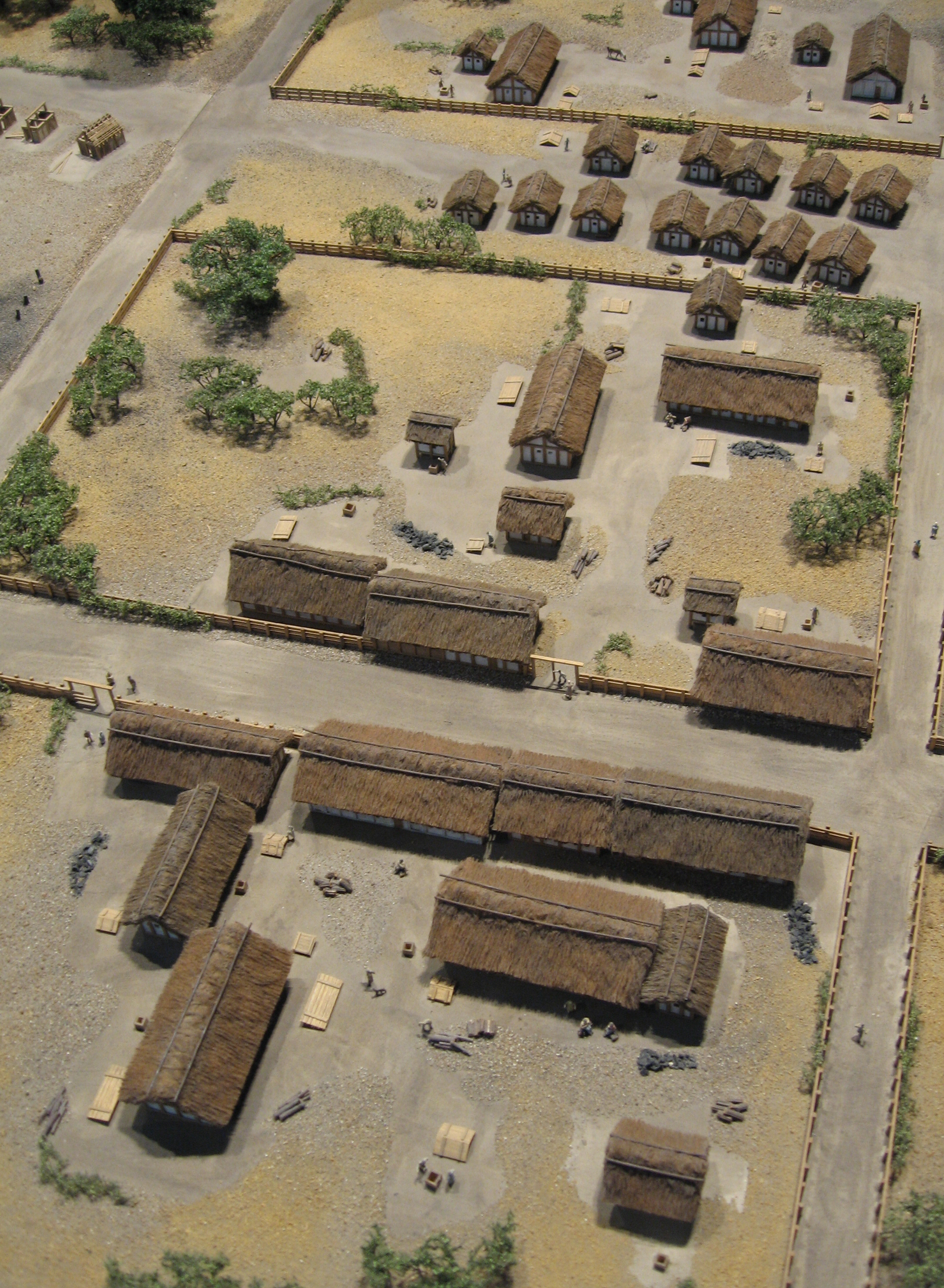
A manchingi oppidum rekonstrukciója

Az oppidum kifejezés a történettudományi szakmunkákban a késő vaskori Európa többnyire erődített, városias kelta településeit jelöli. Az i. e. 3–2. század folyamán megjelenő, a korai urbanizáció egyik fontos állomását képviselő oppidumok kézműipari, kereskedelmi, ritkán regionális vagy törzsi politikai központként funkcionáltak. Fennállásuk és gazdasági virágzásuk időtartamát rövidre szabta az i. e. 1. századtól folyamatosan terjeszkedő Római Birodalom: a meghódított területek oppidumai az i. sz. 1. század közepéig elnéptelenedtek vagy helyükön romanizált jellegű városok alakultak ki.

## Az elnevezés
A Római Birodalomban a latin oppidum (többes számban oppida) kifejezés bizonyos kiváltságokkal rendelkező (vagy nem rendelkező), a birodalom határain belüli városias településeket jelölt. Az itáliai, római polgárok lakta oppidumok körében két alaptípust különböztettek meg: a privilegizáltabb helyzetben lévő oppidum latinum, illetve a fegyvereseket a birodalom szolgálatában kiállítani köteles oppidum foederatum településeket. Az i. e. 1. századtól az oppidum kifejezés a Római Birodalom által meghódított azon városias jellegű településekre vonatkozott, amelyek kultúrája és társadalma nem romanizálódott.
A korai kelta oppidumokat az i. e. 2. században élt görög történetíró, Polübiosz poliszokként (πόλισ) említette. Julius Caesar i. e. 1. századi hadjáratai során – a háborús időknek betudhatóan – elsősorban erődített kelta (főként gall) településekkel találkozhatott, s emlékirataiban a latin oppidum szó kifejezetten ’erődített kelta település’ jelentésben fordul elő, függetlenül egyéb településszerkezeti vagy gazdasági sajátosságoktól. Ettől az időtől fogva a forrásokban oppidumokként említették mindazokat az Itálián kívüli, nagyobb kiterjedésű településeket is, amelyek nehezen megközelíthető helyen – mocsaras vidéken, szigeten vagy magaslaton – álltak, s árokkal, sánccal vagy fallal erődítették őket, egyúttal jellemzően egy-egy régió, törzs, esetleg népcsoport politikai-gazdasági központjai voltak.
A középkori és kora újkori Magyarországon a 15. századtól megjelenő, többnyire kiváltságokkal rendelkező, sajátos jogállású gazdasági központok, a mezővárosok korabeli latin nyelvű elnevezése szintén oppidum volt.
A történettudomány a korabeli jelentéstartalmaktól némileg függetlenedve az oppidum kifejezés egységes használatára törekszik, és a vaskori kelták településszerkezeti és társadalmi szempontból egyaránt városias településeit írja le vele. E településtípus eredeti kelta elnevezése(i) nem maradt(ak) fenn, bár feltételezhetően a gall szövegtöredékekből ismert dunon szó ezekre a korai városokra utal.

## A kelta oppidumok története
A kelta oppidumok megjelenéséhez vezető társadalmi és gazdasági tényezők felvázolása a régészettudomány eredményei tükrében sem egyszerű feladat. Az ásatásokról előkerült tárgyi leletek esetlegesek, nem számolhatunk olyan gazdag tárgyi anyaggal, sírmellékletekkel, mint a megelőző korszakok vagy egyéb korabeli kultúrák tekintetében, a vaskori kelták ugyanis áttértek a hamvasztásos, urnás temetkezésre. Az oppidumok gazdasági élete és társadalomszerkezeti sajátosságai tekintetében a településszerkezet, az építkezéshez felhasznált anyagok, az előkerült eszközök és ételhulladékok (főként állati csontok), valamint a kevés számú, Dél-Németországból ismert késő vaskori kelta temetőből (Bad Nauheim, Wederath stb.) felszínre került leletek igazítanak el.
A vaskor kései korszakában, a kelta La Tène-kultúra i. e. 3–2. századokra eső virágkorában (ún. „C” szakaszában) a különféle anyagok megmunkálásának újonnan kifejlesztett technikái Európa-szerte a kézműipar specializálódásához és differenciálódásához vezettek. Elsősorban a fémművesség (vas, bronz, arany, ezüst) előretörését és központi szerepét fontos kiemelni, de a változások érintették az üvegművességet, a fazekasságot, a kőfaragást, a fa- és a bőrfeldolgozást is. Egyszersmind ez az új tudás széles rétegek számára is elérhetővé vált, így a kor nagyvárosain kívül is számottevő társadalmi tényező lett a kézművesek rétege. E technikai-társadalmi változás végül egy újfajta településtípus, az oppidum kialakulásához vezetett, különösen a fejlett társadalmi kultúrájú kelta népcsoportok körében. A korábbi kistelepülések paraszti lakossága csaknem kizárólag mezőgazdasági termelésből teremtette elő a javakat. A falvakat művelésre fogott területek övezték, illetve ha a gazdasági tevékenységek egy része a beltelkekhez kötődött, a ritkábban kiosztott házhelyek szétterülő településszerkezetet eredményeztek. A kézművesek megjelenésével a kelta települések központi részén előbb kialakult a jellemzően iparosok által sűrűn lakott településrész, szomszédságában pedig kiépült a kézműipar vonzotta kereskedők fertálya. Az oppidumokat élénk belső kereskedelem jellemezte, kivétel nélkül piachelyek voltak, és az egyes oppidumok kereskedői egymás között is számottevő kereskedelmi ügyletet bonyolítottak le. A gazdaságilag és politikailag is jól szervezett kelta oppidumok többek között hozzájárultak a kereskedőréteg felemelkedéséhez és a pénzrendszer megerősödéséhez is.
Az i. e. 2–1. századra oppidumok hálózták be Európának a Római Birodalomtól északra és nyugatra eső részét. Napjaink régészeti irodalma mintegy kétszáz kelta oppidumot tart számon a mai Észak-Spanyolország, Franciaország, Észak-Olaszország, Svájc, Ausztria, Nyugat-Magyarország, Nyugat-Szlovákia, Dél-Lengyelország, Csehország, Dél-Németország, Hollandia, Belgium és Dél-Anglia területén. E települések java részének nem ismerjük kelta elnevezését, ezért a később rájuk települt római város nevén vagy mai nevükön említik a történeti munkák. Gazdasági szerepkörüknél fogva elsősorban kereskedelmi utak metszésében, vízi utak mentén terültek el, s a régészeti leletek tükrében ritkán funkcionáltak egy-egy vidék vagy néptörzs politikai központjaként is. A társadalmi hierarchia csúcsán álló törzsi vezetők többnyire jól védhető, nehezebben megközelíthető, kisebb szálláshelyeket választottak állandó lakhelyükül. A legjelentősebb kelta oppidumok a bajorországi Manching közelében részben feltárt település, valamint a burgundiai Bibracte volt, amelyek lakossága elérte az 5-10 ezer főt is.

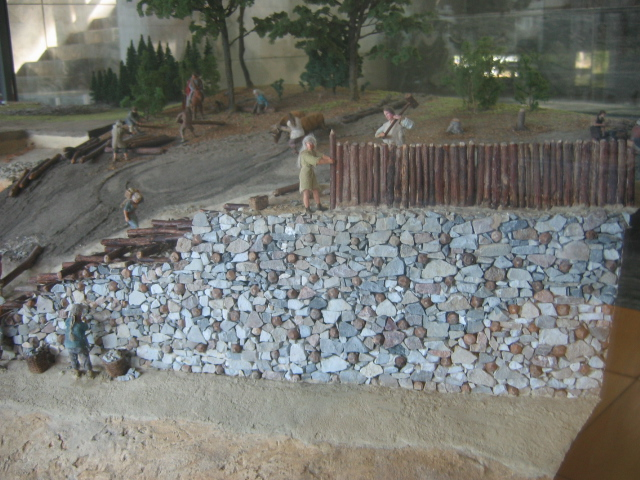
A murus gallicus építésének rekonstrukciója egy maketten

Élénk gazdasági életüknek köszönhetően – és annak védelmében – az oppidumok nagy részét védművel, jellemzően kőfallal erődítették. Ezek némelyike is a körülkerített város gazdagságáról vall: a bajorországi Kelheim melletti Alkimoennis oppidum védőfala például egyes számítások szerint legkevesebb másfél millió munkanap árán épülhetett fel, ami a vélhetően tetemes költségek mellett ötszáz munkás részvételével is legkevesebb nyolc évig elhúzódó munkálatokat feltételez. A Hallstatt-kori magaslati erődökre jellemző védőárkos-földsáncos védművet a La Tène-korban az oppidumok esetében is felváltotta az ún. murus gallicus (’gall fal’), különösen a kelták nyugati szállásterületein. Ennek felépítése során először vízszintes helyzetű gerendákból felróttak egy zsaluzatszerű szerkezetet. A gerendázat elemeit kb. 30 centiméteres vasszegekkel erősítették egymáshoz, majd a szerkezet közét kőtörmelékkel töltötték fel. Ezt követően a faszerkezet mindkét oldalát faragott terméskövekkel felfalazták. Az oppidumok szerkezetét a településmagban a kézművesek, kereskedők által lakott rész, illetve az ezt körbevevő, továbbra is mezőgazdasági jellegű övezet jellemezte. A gazdasági tevékenységükben és társadalmilag is elkülönülő településrészeket árkok és sánckerítések, esetleg utcák választották el egymástól. Tudatos tervezés nyomai csak a jelentősebb oppidumoknál figyelhetőek meg (pl. Bibracte), ahol a korabeli lakók a közterek és középületek (pl. szentélyek) kialakítására is figyelmet és fáradságot fordítottak. A fából vagy kőből épült lakóházak nemritkán kétszintesek voltak, de ez jobbára a tehetősebb kézműves-kereskedő rétegekre volt jellemző.
Az oppidumok kora történelmi léptékben rövidnek bizonyult. A Római Birodalom hódító hadjáratai nyomán a korábbi kelta oppidumok elnéptelenedtek, vagy átadták helyüket egy római eszmény szerint kialakított polgár- vagy katonavárosnak. Elsőként a galliai kelták oppidumai tűntek el az i. e. 58–50 közötti, Julius Caesar vezette hadjárat következményeként. Az Európa többi részén lévő kelta városalakulatokat a növekvő Római Birodalom törölte le a történelem térképéről, mígnem az utolsó britanniai oppidumok is elpusztultak az i. sz. 1. század közepén. Többük mai európai nagyvárosok bölcsője lett (pl. Párizs, Milánó, Genf).

## Jelentős kelta oppidumok
Az alábbi táblázat a jelentősebb európai oppidumokat és alapvető adataikat tartalmazza ábécésorrendben. A szakirodalom jellemzően a legrégebbi ismert elnevezést használja az egyes oppidumok említésekor. Az eredeti kelta nevek csak ritkán, akkor is görög vagy latin közvetítéssel maradtak fenn, így többnyire az oppidumok helyén később kialakult római város latin neve, vagy ha ilyen nincs, a mai település neve szolgál a vaskori kelta város elnevezéseként is. Az eligazodást megkönnyítendő, ahol a mai földrajzi név az oppidum nevének alapja, szó végi i képzővel láttuk el (pl. bázeli oppidum, Staré Hradiskó-i oppidum), egyébként meghagytuk az eredeti antik (kelta vagy latin) név alapalakját (pl. Batavoduron oppidum). A Latin elnevezés rovatban található kihúzás (–) arra utal, hogy az oppidum a római hódítással párhuzamosan elpusztult.
| Oppidum neve                        | Kelta elnevezés          | Törzs            | Latin elnevezés          | Elhelyezkedés                               |
| Alesia oppidum                      | ?                        | mandubiusok      | Alesia                   | Alise-Sainte-Reine, Burgundia               |
| Alkimoennis oppidum                 | Alkimoennis              | vindelicusok (?) | –                        | Kelheim, Bajorország                        |
| Altenburg-rheinaui oppidum          | ?                        | helvétek         | –                        | Rheinau, Zürich kanton                      |
| Andemantunnum oppidum               | Andemantunnum            | lingonok         | Civitas Lingonum         | Langres, Champagne-Ardenne                  |
| Arenacum oppidum                    | ?                        | batavusok        | Arenacum                 | Arnhem, Gelderland                          |
| Argentomagus oppidum                | ?                        | biturigek        | Argentomagus             | Argenton-sur-Creuse, Centre-Val de Loire    |
| Avaricum oppidum                    | ?                        | biturigek        | Avaricum Biturigum       | Bourges, Centre-Val de Loire                |
| Bad Nauheim-i oppidum               | ?                        | ?                | –                        | Bad Nauheim, Hessen                         |
| Bas-vullyi oppidum                  | ?                        | helvétek         | –                        | Bas-Vully, Fribourg kanton                  |
| Batavoduron oppidum                 | Batavoduron              | batavusok        | Noviomagus Batavorum     | Nijmegen, Gelderland                        |
| Bázeli oppidum                      | ?                        | helvétek         | Augusta Raurica          | Bázel, Basel-Land kanton                    |
| Brenoduron oppidum                  | Brenoduron               | helvétek         | –                        | Bern, Bern kanton                           |
| Bibracte oppidum                    | ?                        | aeduusok         | Bibracte                 | Saint-Léger-sous-Beuvray, Burgundia         |
| Bononia oppidum                     | Bononia                  | morinok          | Gesoriacum, Portus Itius | Boulogne-sur-Mer, Nord-Pas-de-Calais        |
| Braunsbergi oppidum                 | ?                        | ?                | –                        | Hainburg an der Donau, Alsó-Ausztria        |
| Brigantion oppidum                  | Brigantion               | vindelicusok     | Brigantium               | Bregenz, Vorarlberg                         |
| Burdigala oppidum                   | Burdigala                | biturigek        | Burdigala                | Bordeaux, Aquitania                         |
| Camulodunon oppidum                 | Camulodunon              | trinovantok      | Camulodunum              | Colchester, Kelet-Anglia                    |
| Cayla oppidum                       | ?                        | aeduusok         | Cayla                    | Mailhac, Languedoc-Roussillon               |
| Cenabum oppidum                     | Cenabum                  | carnutok         | Aurelianum               | Orléans, Centre-Val de Loire                |
| Condate oppidum                     | Condate                  | redonok          | Condate Riedonum         | Rennes, Bretagne                            |
| Corent-i oppidum                    | ?                        | arvernusok       | –                        | Corent, Auvergne                            |
| Donnersbergi oppidum                | ?                        | ?                | –                        | Donnersberg, Rajna-vidék–Pfalz              |
| Dornburgi oppidum                   | ?                        | ?                | –                        | Dornburg, Hessen                            |
| Durotincum oppidum                  | ?                        | lemovicusok      | Durotincum               | Villejoubert, Poitou-Charentes              |
| Dünsbergi oppidum                   | ?                        | ?                | –                        | Dünsberg, Hessen                            |
| Ensérune-i oppidum                  | ?                        | ?                | –                        | Nissan-lez-Ensérune, Languedoc-Roussillon   |
| Entremont-i oppidum                 | ?                        | salluviusok      | –                        | Aix-en-Provence, Provence-Alpes-Côte d’Azur |
| Finsterlohri oppidum vagy Burgstall | ?                        | ?                | –                        | Creglingen, Baden-Württemberg               |
| Gellért-hegyi oppidum               | ?                        | eraviszkuszok    | –                        | Budapest                                    |
| Genava oppidum                      | ?                        | helvétek         | Genava                   | Genf, Genf kanton                           |
| Gergovia oppidum                    | Nemossos                 | arvernusok       | Gergovia                 | Merdogne, Auvergne                          |
| Heidengrabeni oppidum               | ?                        | ?                | –                        | Grabenstetten, Baden-Württemberg            |
| Heidetränki oppidum                 | ?                        | ?                | –                        | Oberursel, Hessen                           |
| Hostýni oppidum                     | ?                        | boiok            | –                        | Bystřice pod Hostýnem, Zlín                 |
| Hrazanyi oppidum                    | ?                        | boiok            | –                        | Hrazany, Közép-Csehország                   |
| Kulmi oppidum                       | ?                        | ?                | –                        | Puch bei Weiz, Stájerország                 |
| Lemonum oppidum                     | Lemonum                  | pictonok         | Lemonum                  | Poitiers, Poitou-Charentes                  |
| Leopoldsbergi oppidum               | ?                        | ?                | Vindobona                | Bécs                                        |
| Lindinis oppidum                    | ?                        | durotrigek       | Lindinis                 | Ilchester, Délnyugat-Anglia                 |
| Lokudunon oppidum                   | Lokudunon                | szvébek ?        | Lopodunum                | Ladenburg, Baden-Württemberg                |
| Lutetia oppidum                     | ?                        | parisiusok       | Lutetia Parisiorum       | Párizs, Île-de-France                       |
| Manchingi oppidum                   | ?                        | vindelicusok     | –                        | Manching, Bajorország                       |
| Matisco oppidum                     | ?                        | aeduusok         | Matisco                  | Mâcon, Burgundia                            |
| Mediolanum oppidum                  | ?                        | insubrok         | Mediolanum               | Milánó, Lombardia                           |
| Meylan oppidum                      | Meylan                   | biturigek        | Mediolanum               | Châteaumeillant, Centre-Val de Loire        |
| Milseburgi oppidum                  | Melokabos (?)            | ?                | –                        | Kleinsassen, Hessen                         |
| Namuri oppidum                      | ?                        | aduatucusok      | Oppidum Aduatucorum      | Namur, Vallónia                             |
| Nemausos oppidum                    | Nemausos                 | volcusok         | Nemausus                 | Nîmes, Languedoc-Roussillon                 |
| Noviodunon oppidum                  | Noviodunon               | suessionok       | Augusta Suessionum       | Soissons, Pikárdia                          |
| Numantia oppidum                    | Numantia                 | keltibérek       | –                        | Garray, Soria                               |
| Otzenhauseni oppidum                | ?                        | treverek         | –                        | Nonnweiler, Saar-vidék                      |
| Riesenburgi oppidum                 | ?                        | ?                | –                        | Rohnstadt, Hessen                           |
| Staré Hradiskó-i oppidum            | ?                        | boiok            | –                        | Staré Hradisko, Olomouc                     |
| Steinsburgi oppidum                 | ?                        | ?                | –                        | Römhild, Türingia                           |
| Stradonicei oppidum                 | ?                        | boiok            | –                        | Stradonice, Közép-Csehország                |
| Titelbergi oppidum                  | ?                        | treverek         | Augusta Treverorum       | Pétanges                                    |
| Tongereni oppidum                   | ?                        | aduatucusok      | Aduatuca Tungrorum       | Tongeren, Flandria                          |
| Třísovi oppidum                     | ?                        | boiok            | –                        | Třísov, České Budějovice                    |
| Uxellodunon oppidum                 | Uxellodunon, Uxellodunum | kadurkok         | –                        | Luzech, Midi-Pyrénées                       |
| Velem–szentvidi oppidum             | ?                        | ?                | –                        | Velem, Vas vármegye                         |
| Vindinium oppidum                   | Vindinium                | cenomanusok      | Subdinnum                | Le Mans, Pays-de-la-Loire                   |
| Wederathi oppidum                   | ?                        | ?                | –                        | Wederath, Rajna-vidék–Pfalz                 |
| Závisti oppidum                     | ?                        | boiok            | –                        | Závist nad Zbraslaví, Prága                 |